# Prättigau
La vallée du Prättigau est une vallée du canton des Grisons en Suisse formée par le cours de la rivière Landquart. Elle se trouve dans la région de Prättigau/Davos.

## Géographie

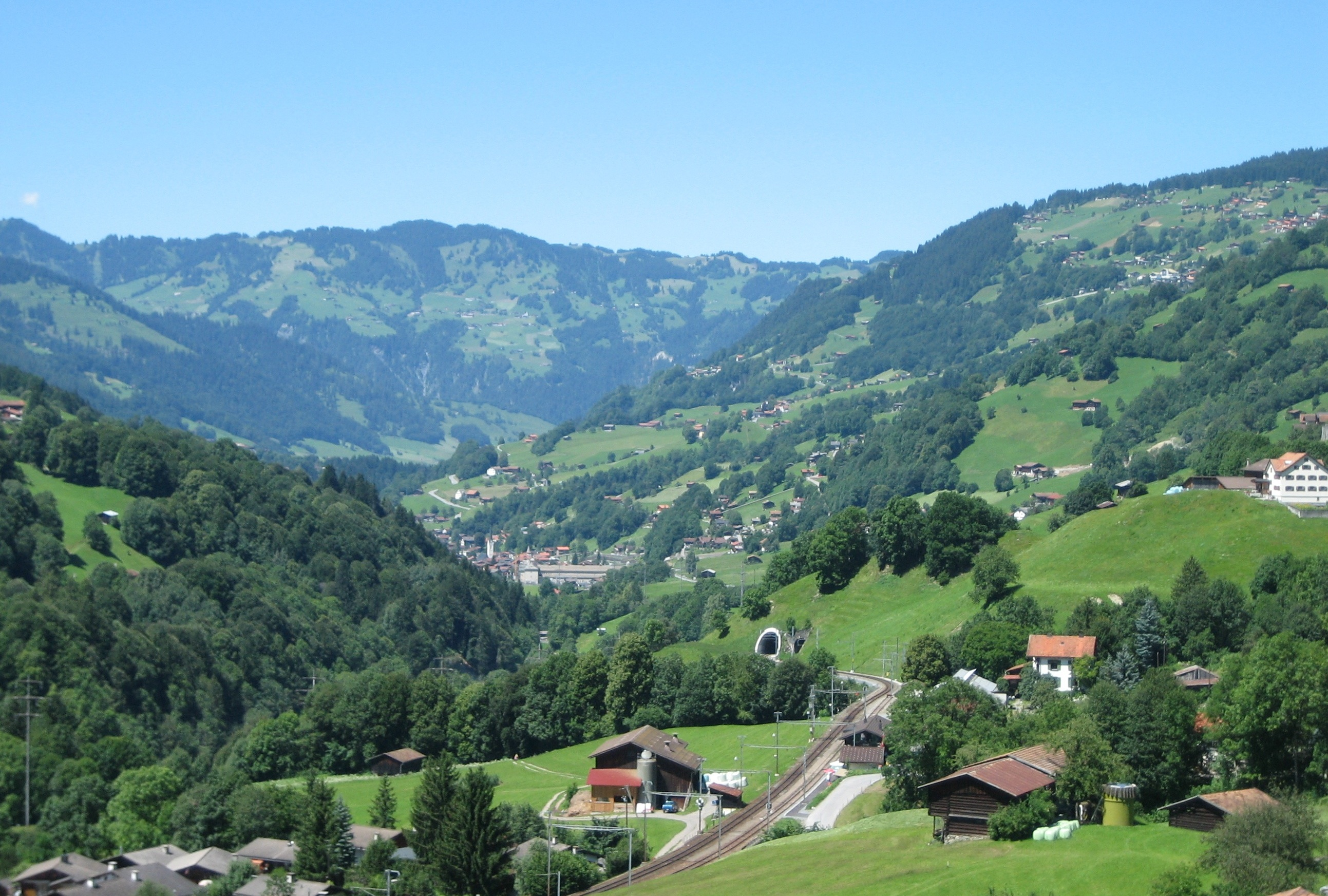
Vue de la vallée du Prättigau en direction du nord avec Küblis au milieu.

La vallée s'étend d'est en ouest sur une distance d'environ 40 kilomètres. Elle est fermée à l'est par le massif du Silvretta qui domine Klosters et démarre à l'ouest au Klus. Son point le plus haut est le Verstanklahorn (3 298 m) au sud du Silvretta et son point le plus bas, le Klus (576 m). Sa superficie est de 610 km2 environ. Sa frontière occidentale est marquée par la vallée du Rhin à Landquart, sa frontière méridionale par le massif du Schanfigg et la commune de Davos, sa frontière orientale par l'Engadine et sa frontière septentrionale par le Rätikon et ses hautes parois calcaires, au-delà duquel se trouve l'Autriche.
La vallée est peuplée d'environ 15 000 personnes dont 80 % possèdent un passeport suisse. La langue administrative est l'allemand, mais la plupart des habitants originaires de la région parlent le walser ou le haut-alémanique. La religion majoritaire est le calvinisme.
Ses localités principales sont les communes de Klosters-Serneus (formée des villages de Klosters Platz, dernier de la vallée, Klosters Dorf et Serneus), Küblis et Schiers. Le Prättigau est desservi par la ligne des chemins de fer rhétiques qui relie Klosters à Davos par le col de Wolfgang (1 631 m d'altitude) et par un autre embranchement par le tunnel de la Vereina, ouvert en 1999, vers l'Engadine. L'Autostrasse 28, qui parcourt la vallée, de Landquart à Klosters, a connu des travaux de modernisation d'ampleur, avec notamment le tronçon de contournement suspendu de Saas, inauguré en octobre 2011. Un autre tronçon de contournement doit être terminé à Küblis en 2016.

## Économie et infrastructures
Dans la basse vallée, Seewis, Grüsch et Schiers vivent de l'industrie et de l'artisanat, tandis que Klosters est une station de tourisme et de sports d'hiver d'élite, et le village de Serneus possède un petit établissement thermal. L'agriculture est tournée vers l'élevage d'alpage. Des petites communes agricoles, comme celles de Luzein ou de Sankt Antönien, s'ouvrent en plus au tourisme de nature.
L'école moyenne évangélique de Schiers (fondée en 1837) constitue l'établissement scolaire le plus important de la région avec plus de 550 élèves.
C'est dans le Prättigau que se trouve le pont de Salginatobel, conçu par Robert Maillart, premier pont en béton de Suisse, construit en 1930. Il traverse la vallée entre Schiers et Schuders. Cette infrastructure est reconnue à travers le monde comme un chef-d'œuvre technique et architectural. Un musée est consacré à cet ouvrage d'art.

## Communes de la vallée

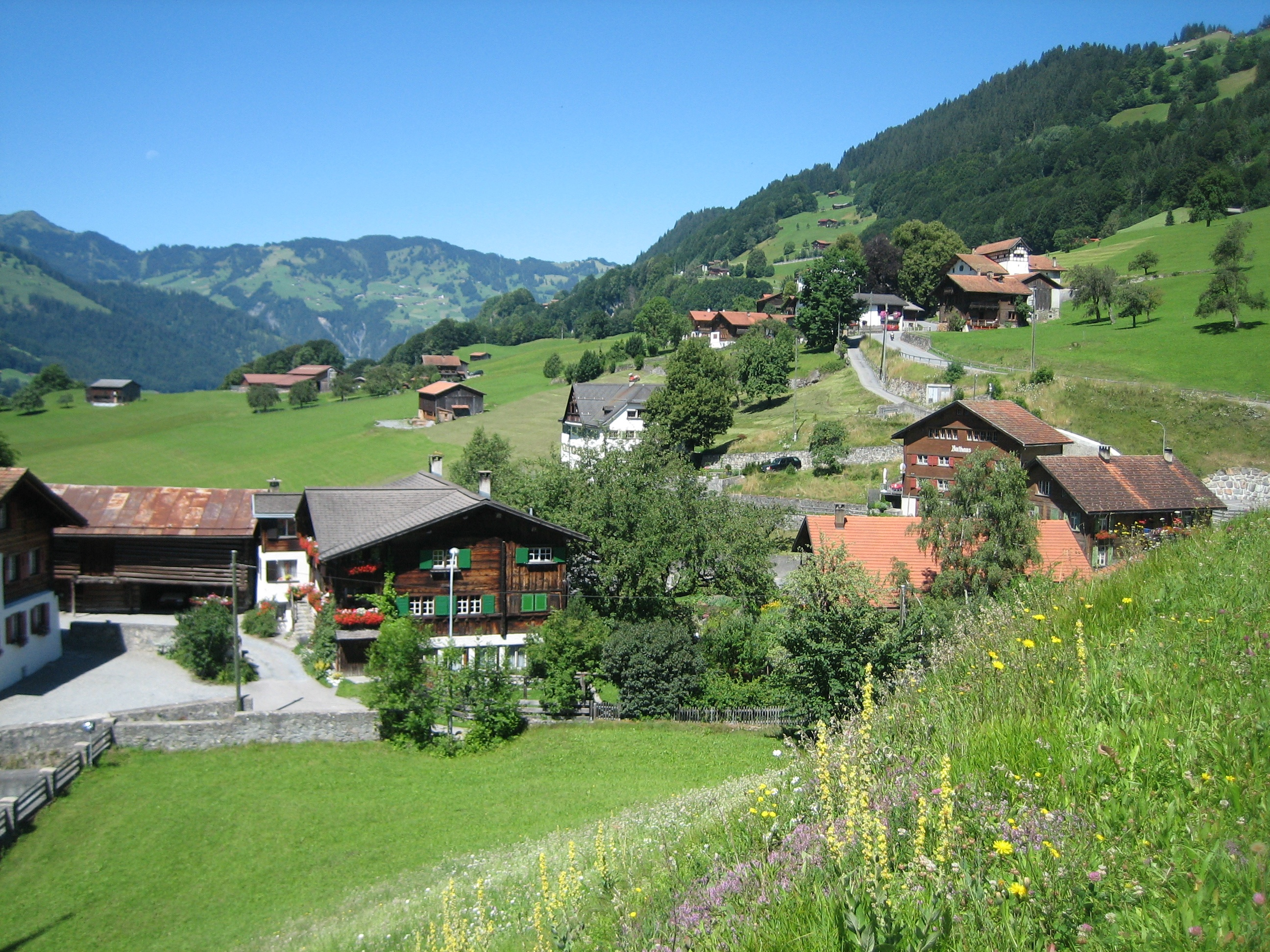
Vue de Luzein.

- Conters
- Fideris
- Furna
- Grüsch
- Jenaz
- Klosters-Serneus
- Küblis
- Luzein
- Saas
- Schiers
- Seewis
- Sankt Antönien

## Médias

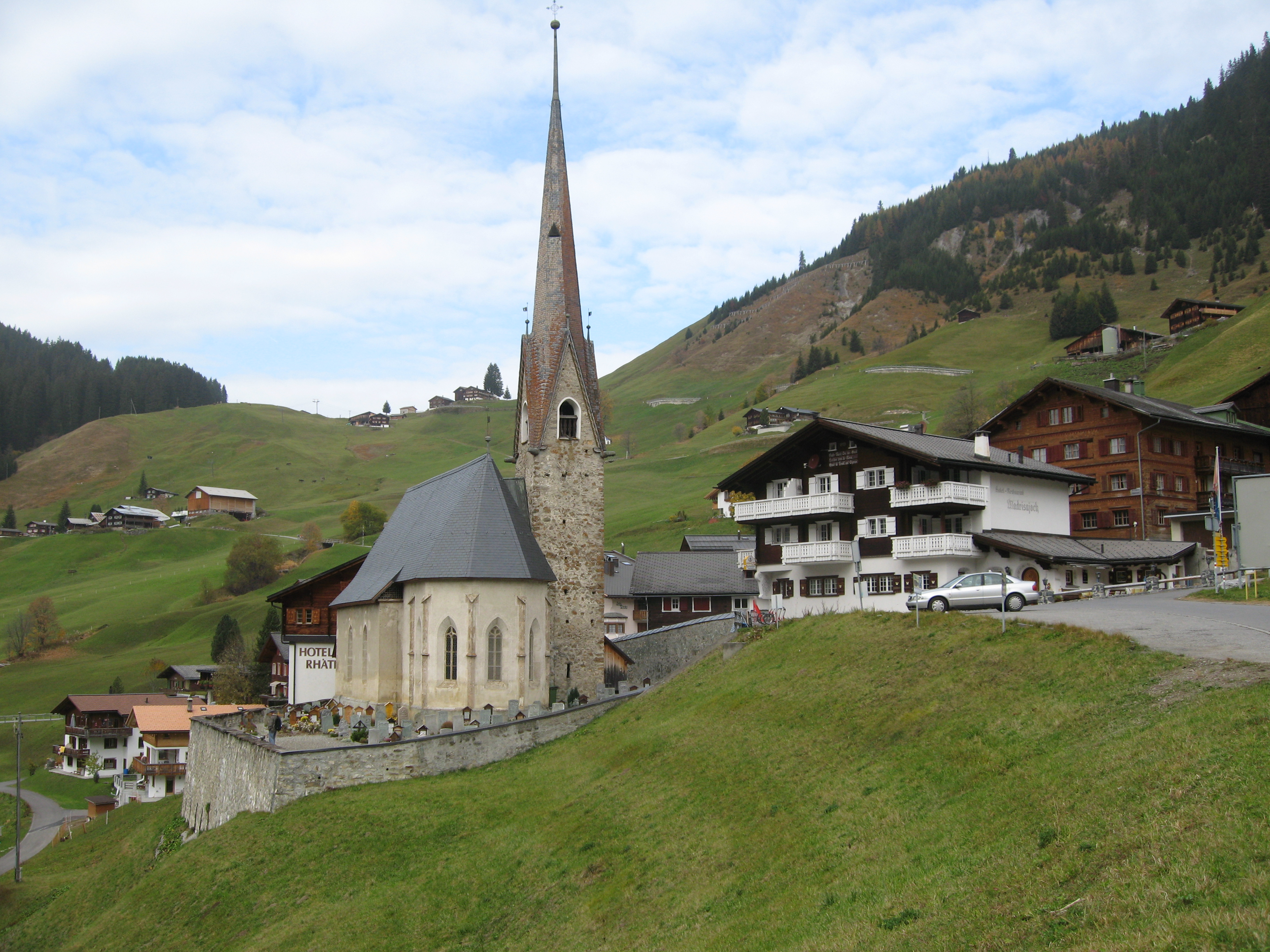
Vue du village de Sankt Antönien.

La vallée dispose de deux journaux locaux en allemand : l'hebdomadaire Klosterser Zeitung/Prättigauer Post et le journal paraissant trois fois par semaine Prättigauer und Herrschäftler.